# ARPYPHOS
ARPYPHOS (сокр. от aryl + pyridyl + phosphane) — семейство фосфиновых лигандов, включающих в себя арильный, пиридиновый и фосфиновый фрагменты. Объединяет в себе лиганды ISIPHOS и TRIPPYPHOS. Те же лиганды находятся в более широком семействе AZARYPHOS; иногда их также объединяют торговым названием HYDRAPHOS.

## Получение
Оба лиганда получают из 2,6-дибромпиридина путём катализируемого никелем сочетания с реактивом Гриньяра ArMgX и дальнейшего фосфинирования под действием NaPPh2 или LiPPh2.
Очищают данные соединения путём растворения в смеси хлористого метилена и толуола, пропускания через колонку с оксидом алюминия, упаривания до небольшого объёма и высаждения петролейным эфиром (ISIPHOS) или ацетоном (TRIPPYPHOS). Чистоту лигандов контролируют по спектрам 31P ЯМР: атом фосфора даёт резонансный сигнал от −2 до −4 м д., а примесные фосфиноксиды — в области 16-21 м д. Наличие примесных растворителей от кристаллизации проверяют по спектрам 1Н ЯМР.

## Химические свойства
Лиганды семейства ARPYPHOS используют в реакциях гидратации алкинов против правила Марковникова. Для этого к коммерчески доступному комплексу CpRuCl(PPh3)2 добавляют эквивалентное количество лиганда, и в водном ацетоне образуется частица состава CpRu(S)PPh3L+ (S — вода или ацетон, L — лиганд), которая и проявляет каталитическую активность в этом процессе.
В реакции участвуют только терминальные алкины, а альдегиды образуются весьма селективно по сравнению с кетонами (>500:1). Алкил- и арилацетилены показывают одинаково хорошие результаты. В ходе реакции не затрагивается целый ряд других функциональных групп: простые эфиры, силиловые эфиры, сложные эфиры, малонаты, β-кетоэфиры, альдегиды, кетоны, амиды, сульфонамиды, карбаматы, ацетали, алкилгалогениды, спирты и карбоновые кислоты. Высокое содержание воды (4:1) способствует тому, что от комплекса отрывается хлорид-ион и образуется более активная катионная каталитическая частица.
Каталитическая система малоэффективна по отношению к алкинам с сильной электроноакцепторной группой, а спирты и простые эфиры пропаргильного типа вступают в побочные реакции. Реакции с нитрилами затруднены, поскольку сами нитрилы конкурентно присоединяются к рутениевому центру. Также катализатор неактивен в щелочной среде.